# Jacky Larrivière
 (septembre 2023).
Si vous disposez d'ouvrages ou d'articles de référence ou si vous connaissez des sites web de qualité traitant du thème abordé ici, merci de compléter l'article en donnant les références utiles à sa vérifiabilité et en les liant à la section « Notes et références ».
Jacky Larrivière, né le 20 juillet 1946 à Colombes, est un graveur qui a travaillé de 1972 à 2006 pour l'Imprimerie des timbres-poste et des valeurs fiduciaires (ITVF) à Périgueux-Boulazac.

## Biographie
Diplômé de l'École Estienne en 1965, il entre comme maître-graveur en taille-douce à l'ITVF qui imprime les timbres-poste de France et des territoires d'outre-mer, mais aussi pour certains pays étrangers.
Jacky Larrivière est membre (ainsi que Claude Jumelet, André Lavergne, Cyril de La Patellière ou encore Yves Beaujard) de l'association « Art du timbre gravé », fondée par Pierre Albuisson. Cette association promeut la technique et la pratique de la taille-douce.
Il a, à son actif, la création et la gravure de quelque deux cent vingt timbres-poste. Il fut le graveur attitré de Cyril de La Patellière : (timbres Claude Debussy, Etienne Dolet, Tristan Corbière ou sainte Dévote pour Monaco). 
Il arrêta définitivement sa carrière en 2013. 

## Récompenses
- 1984 : premier prix du concours Europa.
- 1985 : premier prix, dans la catégorie taille douce, lors de la Conférence internationale des imprimeurs d'Etat de timbres-poste, à Washington (gravure du timbre-poste "Vitrail de la cathédrale de Strasbourg).